# 水野貴雄
水野 貴雄（みずの たかお、1月10日 - ）は、日本の男性声優。プロダクション・エース所属。福井県出身。

## 人物
プロダクション・エース演技研究所出身。
方言は福井弁。
趣味・特技はサッカー。

## 出演

### テレビアニメ
2007年
- はなけろ（くろけろ、くろちび）

2010年
- そらのおとしものf（男子B、黒服たち〈1〉）

2011年
- R-15（男教師、書生、男、男子、クラスメート男子）
- デッドマン・ワンダーランド（観客、河本）

2013年
- 生徒会の一存 Lv.2（男子1、男子2、店員）
- デート・ア・ライブ（鈴木）

2014年
- LOVE STAGE!!（リンペイ、男子A、編集者、社員）

2015年
- トリアージX（人質、瀧沢等）

2020年
- ちはやふる3（松林舜）

### ゲーム
- 涼宮ハルヒの追想（2011年）

### 吹き替え
- 11:46（マイク）
- アウトブレイクX（ライアン）
- 明日、君がいない（マッド）
- イリュージョンホテル（コナー）
- イレブン・ミニッツ（バイク便の男）
- エルム街の悪夢
- CSI:ニューヨーク5、7
- スピードマン
- Hawaii Five-0 シーズン4第20話
- ハンガー・ゲーム（マーベル）
- バンザイ! キング・ジュリアン(ウィリー)
- ラブレイン
- リゾーリ&アイルズ ヒロインたちの捜査線
- ロビンフット
- サラとダックン

### デジタルコミック
- BACK STAGE!!（2023年、リンペイ）[2]